# Будівництво 859 і ВТТ
Будівництво 859 і ВТТ - виправно-трудовий підрозділ ГУЛАГ, оперативне керування якого здійснювало Головне Управління таборів промислового будівництва (рос. ГУЛПС).
Час існування: організований 03.10.46;
закритий 31.01.49 (перейменований в Будівництво 247 і ВТТ).
Дислокація: Челябінська область, м.Киштим в 1946 р.;

Челябінськ в 1949 р.

## Виконувані роботи
- обслуговування Буд-ва 859 МВС (перший промисловий реактор і радіохімічний завод «Маяк»), житлове та комунально-побутове будівництво,
- будівництво заводу №817 (виготовляв збройовий плутоній для боєголовок ядерних бомб),
- роботи на переданих з ВТТ Челябметалургбуду 11.10.46  2 цегельних заводах, вугільній шахті, вапняному кар'єрі на ст. Федорівка і ДОКу,
- видобуток мармуру на Прохорово-Баландинському родовищі, в тому числі для будівництва МГУ
- робота в 2 підсобних радгоспах.

## Чисельність з/к
- 01.10.46 — 5926;
- 01.01.47 — 7584;
- 01.01.48 — 20 376;
- 01.01.49 — 10 566